# Esilio repubblicano spagnolo
(Antonio Machado)

Bandiera della Seconda repubblica spagnola

Esilio repubblicano spagnolo (anche detto La Retirada republicana) è il termine con cui gli storici chiamano l'esodo dal territorio spagnolo dei combattenti antifascisti che avevano combattuto per la seconda repubblica spagnola durante la guerra civile spagnola e che, al termine della guerra civile, impossibilitati a proseguire la lotta contro le truppe franchiste ormai dilaganti, cercarono scampo dalla feroce repressione dei vincitori rifugiandosi in Francia.
Parte di questi continuò per oltre venti anni a combattere contro i franchisti con azioni di guerriglia contro il regime, attraversando moltissime volte i Pirenei per ritornare poi sul versante francese.

## Breve cronologia degli antefatti
figli della Spagna immortale,

e nei giorni più duri della nostra guerra,

quando la capitale della Repubblica spagnola era minacciata,

foste voi, valorosi compagni delle Brigate Internazionali,

che contribuiste a salvarla con il vostro entusiasmo combattivo,

il vostro eroismo e il vostro spirito di sacrificio".
Dolores Ibárruri
- febbraio 1936: il Fronte Popolare dei partiti della sinistra vince le elezioni. Viene eletto Presidente del Consiglio il repubblicano Manuel Azaña, e nel giugno viene nominato presidente della Repubblica e sostituito da Santiago Casares Quiroga.
- luglio 1936: viene assassinato dalla polizia il deputato monarchico José Calvo Sotelo. Inizia la rivolta militare in Marocco capeggiata da José Sanjurjo, che in seguito muore in un incidente aereo. Come capi della rivolta restano E. Mola, G. Queipo de Llano e Francisco Franco.
- agosto 1936: a Burgos viene costituita una giunta militare contro il governo repubblicano. Léon Blum preferisce non intervenire, mentre i militari ribelli conquistano Badajoz. Rimpasto del governo repubblicano capeggiato da Largo Caballero, mentre Francisco Franco diviene l'unico capo della giunta militare.
- febbraio 1937: i nazionalisti prendono Malaga. Il governo italiano manda in appoggio ai franchisti un corpo di volontari che viene sconfitto dalle Brigate Internazionali a Guadalajara.
- aprile 1937: gli aerei della Legione Condor, germanica, eseguono il tragico bombardamento a tappeto su Guernica, nei paesi Baschi
- maggio 1937: Barcellona è al centro di sanguinosi scontri fra comunisti e anarchici. Juan Negrín sostituisce Largo Caballero in qualità di capo del governo.
- giugno 1937: i franchisti prendono Bilbao e occupano le Asturie e i Paesi Baschi
- ottobre 1937: i franchisti prendono Gijón e occupano la Spagna nordoccidentale.
- novembre 1938: le Brigate Internazionali ricevono l'ordine di ritirarsi dal fronte.
- gennaio 1939: i franchisti conquistano Barcellona.
- febbraio 1939, Francia e Inghilterra riconoscono il governo di Francisco Franco. Manuel Azaña va in esilio a Parigi e rassegna le dimissioni.
- marzo 1939: i franchisti entrano a Madrid.
- aprile 1939: termine delle ostilità.

Pesantissime e incalcolabili sono le perdite in vite umane, che secondo alcuni storici superano il milione di unità.

## Prologo

Bandiera Brigate Internazionali con Stella

Caduta la Catalogna (gennaio 1939), confluiscono in Francia, attraverso i Pirenei, circa 500.000 miliziani antifascisti, con al seguito molti civili. Moltissimi, pur di continuare a combattere i nazifascisti, entrano in eserciti e formazioni militari disparate, compresa la Legione straniera, come riferisce Pietro Ramella:
Gli anarchici e i comunisti non filomoscoviti non possono rifugiarsi in URSS a causa delle lotte fratricide di cui erano stati vittime, durante la guerra civile spagnola, da parte dei gruppi di comunisti di osservanza sovietica. Fra coloro che raggiungono l'URSS c'è invece Rubén, figlio di Dolores Ibárruri, eroe dell'Unione Sovietica. Decorato per il valore con l'Ordine di Lenin e l'Ordine della Bandiera Rossa, Rubén combatterà per la difesa di Stalingrado perdendo la vita subito prima dell'avanzata vittoriosa verso ovest dell'Armata Rossa, che, iniziata nel 1943, culminerà con la conquista di Berlino.

## Inizio della vicenda

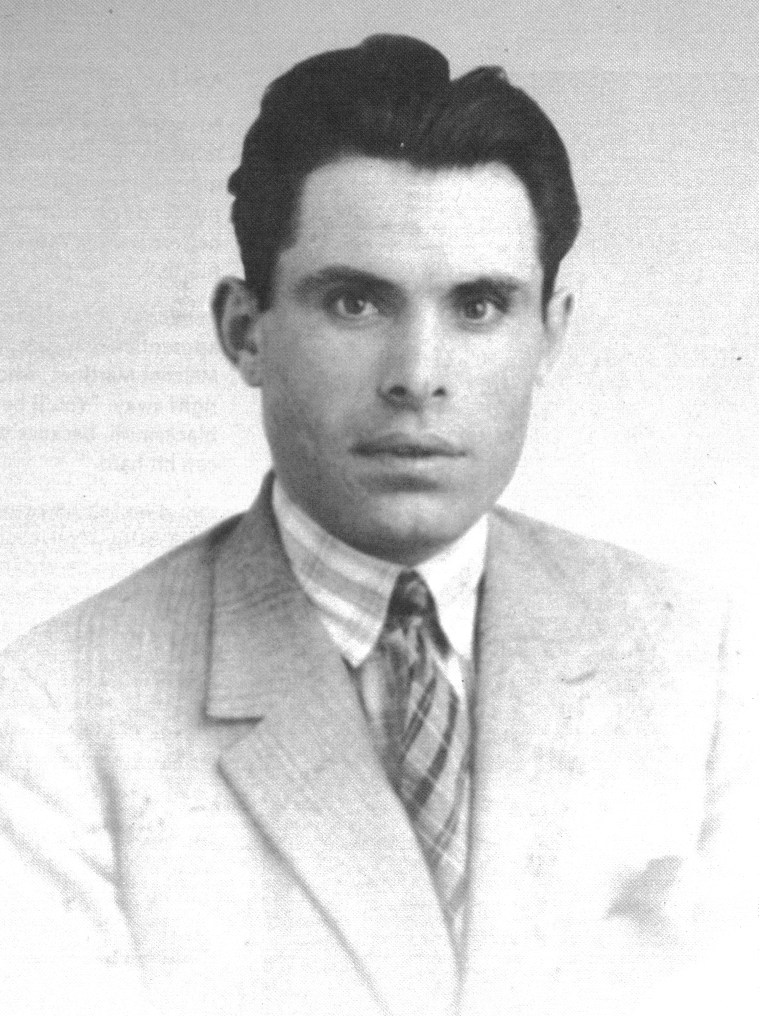
Buenaventura Durruti

Fin dall'estate del 1938, Franco intraprende una tattica militare di sicura efficacia, instaurando un regime di terrore sia verso i miliziani antifascisti che verso le popolazioni civili che li appoggiano o che semplicemente non sono loro ostili. Vengono pertanto effettuate numerose esecuzioni sommarie. Anche se la sua marcia verso la vittoria subisce notevoli ritardi, Franco ha la sicurezza che il terreno conquistato è stato "bonificato" (limpieza) dagli antifascisti in maniera efficace. In tale situazione, in cui è utile ricordare il fragile (e inefficace) Patto Molotov-Ribbentrop, che se non ancora formalizzato è già in nuce, anche l'URSS non ha più interesse ad appoggiare i miliziani antifascisti, allineandosi alla linea seguita dalle potenze occidentali. Queste ultime, nonostante le prese di posizione formali, temono (la guerra civile non è ancora terminata) che in Spagna si possa ancora produrre una vittoria dell'ala radicale di sinistra dei miliziani antifascisti, e la conseguente possibile incrinatura del già fragile equilibrio con la Germania nazionalsocialista e l'Italia fascista. Il 23 dicembre 1938 Franco dà inizio all'attacco contro la Catalogna, che viene quasi interamente conquistata nella seconda metà di gennaio del 1939, con il conseguente esodo dei reparti superstiti dell'esercito regolare e di coloro che lo sostengono. Gli ultimi a ritirarsi sono gli anarchici della 26ª colonna Buenaventura Durruti il 10 febbraio 1939, coprendo la ritirata a compagni e civili in fuga.
La Retirada comincia quindi quando è evidente che senza più il supporto di un armamento pesante (i treni carichi di artiglieria per i repubblicani sono bloccati nelle stazioni francesi), le forze repubblicane non possono più contrastare l'avanzata dei franchisti: in quel momento le forze fasciste, sia spagnole che italiane, attaccano la Catalogna sia da sud che da ovest. Franco, utilizzando la tattica militare di matrice terrorista già ampiamente sperimentata in passato e che privilegia il "castigo" dei miliziani antifascisti e delle popolazioni che appoggiano questi ultimi, ottiene lo scopo di confondere e disorganizzare la loro già difficile difesa. A nulla valgono le prese di posizione pubbliche contro tale massacro nei confronti di inermi, da parte di uomini di cultura anche cattolici e di organizzazioni sia di sinistra che liberali. Il mancato appoggio delle potenze occidentali con armamenti adeguati avrà conseguenze negative: il pur forte contingente di aviatori francesi ha in dotazione bombardieri desueti rispetto a quelli italiani e tedeschi, e lo stesso Primo Gibelli, eroe dell'Unione Sovietica, è costretto a volare con un antiquato e lento Breguet XIX.

### Il metodo del terrore
Arthur Koestler, ebreo, comunista, miliziano antifascista, nel libro Dialogo con la morte descrive con crudezza il clima di terrore delle carceri spagnole in cui erano imprigionati gli antifascisti catturati. Il libro è dedicato a uno sconosciuto miliziano antifascista dell'Andalusia, poi fucilato.
Accanto a tale testimonianza, considerata di parte, ve ne sono altre, provenienti da personaggi non implicati personalmente né politicamente nella vicenda della rivoluzione spagnola, che condannano altrettanto nettamente le barbarie perpetrate dal franchismo in quegli ultimi mesi di guerra. Fra questi si segnalano in particolare due scrittori cattolici, Jacques Maritain e Georges Bernanos. Il primo stigmatizza, in modo inequivocabile, la cosiddetta cruzada (crociata) in quanto contraria all'etica cristiana. Il secondo, ne I grandi cimiteri sotto la luna, descrive le stragi perpetrate dai franchisti a Maiorca agli ordini del fascista Arconovaldo Bonacorsi mettendo in luce l'appoggio fornito al militare italiano da José Miralles y Sbert, vescovo di Maiorca.
(George Bernanos, I grandi cimiteri sotto la luna)
(Georges Bernanos, I grandi cimiteri sotto la luna)
Migliaia di civili sono trucidati a Maiorca, Badajoz, Granada e Malaga, nelle province catalane e in altre, dove giungono i rifugiati abbandonando la Catalogna. Essi sanno che l'unica via di scampo è fuggire da Barcellona e dai paesi limitrofi. Alcune centinaia di migliaia di anziani, donne, bambini, civili, miliziani antifascisti feriti, ormai lontani dalla rispettive brigate di appartenenza, si dirigono verso il Nord sperando di trovare la salvezza in Francia: gli avvenimenti successivi deluderanno in gran parte le speranze dei fuggitivi.
I profughi tentano di attraversare i Pirenei superando vette di 2550 m., poi è la volta dell'armata di Catalogna che percorre la via del Nord, alla ricerca della salvezza, coperta durante la ritirata dalla colonna Durruti, ultimo baluardo contro i franchisti. Il 10 febbraio molti appartenenti a quest'ultimo contingente armato di anarchici attraversano il ponte di Llívia, altri riescono invece a superare le linee franchiste senza essere visti.

### Episodi riguardanti italiani
Vi sono episodi che riguardano anche italiani durante la Retirada: Giovan Battista Frati fu fra i difensori del ponte di Hendaye. La tenace difesa sua e dei compagni del ponte stesso permise a migliaia di profughi spagnoli l'espatrio in Francia. Con lui si trovavano i compagni Pietro Bertoni e Juan López, René Pasque, Alberto Donati, caduti in combattimento, Stern (nome di battaglia: il tedesco rosso), Remigio Maurovich, Arrigo Gojak. Vengono feriti Arrigo Gojak (che sarà assassinato dai franchisti, il quattro settembre, all'ospedale di Irun), il "tedesco rosso" Stern (che morirà in un nosocomio francese) e lo stesso Frati. Frati ferito verrà curato in un ospedale della Legione straniera a Nizza.
Pietro Pajetta, ufficiale bersagliere e comunista, verrà ferito gravemente durante la Retirada dall'Aragona per poi perdere una mano nella Resistenza. In Italia prenderà il nome di battaglia di "Nedo". Nella Retirada e nel successivo internamento nei campi di concentramento in Francia sono coinvolti anche Giandante X, anarchico e artista e Francesco Fausto Nitti, che al suo arrivo in Spagna comanda un battaglione di giovani anarchici inquadrati nell'esercito repubblicano. Aggregato coi suoi alla 140ª brigata mista, copre il ritiro degli antifascisti repubblicani al ponte di Fraga e partecipa alla battaglia dell'Ebro come comandante di batteria di artiglieria. Dopo il passaggio in Francia viene internato nel campo di raccolta di Argelès-sur-Mer. 2.

### L'arrivo in Francia
I fuggiaschi verso la Francia non ricevono l'accoglienza sperata per svariati motivi. La loro sorveglianza spesso è affidata alle truppe coloniali francesi, che ricordano ai miliziani antifascisti i tristemente noti "mori di Franco" aggregati alla legione spagnola, il Tercio Etranjero; le stesse guardie di frontiera spesso depredano o chiedono il "pedaggio" per il varco della frontiera. Le autorità centrali non vedono di buon occhio quella moltitudine di "rivoluzionari rossi", soprattutto dopo la caduta, circa un anno prima, del governo di sinistra presieduto da Léon Blum. La situazione internazionale, infine, rende problematico l'accoglimento. Le potenze occidentali sono infatti indecise sull'atteggiamento verso la Germania nazionalsocialista che appoggia Franco, indecisioni che portano agli ammiccamenti fra Hitler e Stalin con il Patto Molotov-Ribbentrop.
Uno fra i massimi conoscitori della guerra civile spagnola, lo storico Hugh Thomas, in Storia della guerra civile spagnola fa riferimento all'arrivo in Francia di circa 250.000 militari, fra cui diecimila gravemente feriti, 170.000 fra donne e bambini, 70.000 civili adulti, con molti anziani. Tali cifre trovano conforto nei dati raccolti all'epoca dalle autorità francesi e internazionali, confermando quindi una cifra che raggiunge e supera le 500.000 unità.
Il periodo invernale è duro nelle zone pirenaiche, il gelo non facilita né il movimento né il riposo. I profughi vengono trattati alla stregua di intrusi o gente poco raccomandabile, ovvero in malo modo. Donne, bambini, anziani e feriti vengono subito internati nei camps de collectage, approntati in posti umidi e freddi, scarsamente riparati del forte vento e con una cronica mancanza di cibo. Restano nella storia i nomi di Mont-Louis, Prats-de-Mollo-la-Preste, Arles-sur-Tech, Boulou, La-Tour-de-Carol, prime tappe del duro esodo attraverso i Pirenei. Coloro che arriveranno in un secondo tempo verranno allocati in caserme o conventi abbandonati in vari dipartimenti della Francia. Ai miliziani antifascisti militarizzati non viene neanche concesso l'onore di tenere mostrine e/o fazzoletti che indichino l'appartenenza alla Brigata, zona e/o Colonna.
I miliziani antifascisti militarizzati saranno gli ultimi a essere autorizzati a entrare in Francia e saranno traslati, tramite marce a piedi, ai campi di internamento approntati per loro, cioè: Argelès-sur-Mer, Saint-Cyprien, Les Barcarès, Agde e Le Vernet d'Ariège l. Quest'ultimo campo, posto sui Pirenei Orientali, sarà poi quello in cui verranno internati gli "irriducibili rossi", con presenza massiccia di comunisti e anarchici e di italiani. Altre località sedi di campi furono Mazières, Montaillou (presso Ariège), Gurs (Pirenei Atlantici), Bram (presso Aude), Septfonds (presso Tarn e Garonna).
I campi sono delimitati da filo spinato, non ci sono baracche preparate e quindi i rifugiati debbono scavare buche, ricoperte alla bell'e meglio, per ripararsi dal freddo. Non vi è ombra di servizi igienici, se si eccettuano i boschi o la riva del mare denominata sarcasticamente la primera linea de mierda. Anche i morti, numerosi fra i civili e i miliziani antifascisti feriti, vengono sepolti frettolosamente in luoghi vicino al campo stesso di internamento. Le condizioni di detenzione non lavorano per una lunga sopravvivenza o per la cura di ferite e malattie. È di questo periodo la morte, per sua fortuna in un letto di una misera pensione di Collioure, di Antonio Machado, da molti considerato il massimo poeta contemporaneo spagnolo. Nel 1958 avrà l'onore di essere sepolto nel cimitero locale, in una tomba fatta erigere grazie alle sovvenzioni di un gruppo di intellettuali.

### Rimpatri forzati, arruolamenti nella Legione Straniera, inizio della guerriglia
In questa situazione molti reduci miliziani antifascisti sono spinti a entrare nella Legione straniera francese, sia in virtù della situazione venutasi a creare, sia per poter continuare a combattere i nazifascisti in modo adeguato (vedi l'impresa di Narvik). Nel primo caso vi è una forma di ricatto: o la Legione Straniera o il ritorno in Spagna. La cifra dei rientri in Spagna è molto vaga e si stima fra le 75.000 e le 150.000 unità. Molti resteranno in zone limitrofe al confine per dar vita a una vera e propria guerriglia, valicando frequentemente la frontiera fra Francia e Spagna nell'uno e nell'altro senso (come ci descrive diffusamente Pino Cacucci nel libro I Ribelli). Tale guerriglia si protrarrà per oltre 20 anni col tacito accordo internazionale del silenzio, o quasi, per motivi "diplomatici di equilibrio internazionale".
Fra questi ultimi vi è anche Francesc Sabaté Llopart, l'anarchico gentile, come ricorda Cacucci nel libro già citato. Conosciuto con tale epiteto per la cortesia con cui trattava la gente comune durante le sue missioni, muore in combattimento e il suo mitra è tuttora conservato come "trofeo" in una stazione di Carabineros. A lui e a molti come lui si sono forse ispirati gli autori del film E venne il giorno della vendetta. In generale il film, ispirato forse a un fatto vero, si riferisce alla guerriglia che si scatenò negli anni quaranta a cavallo dei Pirenei e nella zona della Sierra Nevada, Sierra Morena e Asturie.
Secondo il Ministero degli interni spagnolo la guerriglia, ufficialmente ignorata dal regime franchista, si è articolata in 8.275 azioni da parte dei miliziani antifascisti con 500 militari e 10 ufficiali franchisti, in gran parte appartenenti al corpo dei Carabineros, uccisi. I caduti fra i gueriglieri antifascisti sono ben più numerosi e superarono i 5.000, con oltre 600 prigionieri passati per le armi senza processo o con un processo sommario. La guerriglia si protrae per oltre vent'anni dopo la Guerra di Spagna. Per motivi di equilibrio fra le grandi potenze, queste situazioni passeranno sotto silenzio a livello internazionale, così come passerà sotto silenzio il regime franchista fino alla morte del dittatore e alla svolta democratica del re di Spagna Juan Carlos I di Spagna, di tradizioni familiari antifasciste e antifranchiste.
Durante l'esodo dei miliziani antifascisti vi furono coloro, più "fortunati", che riescono a riparare in URSS. In totale fonti attendibili indicano in 50.000 i reduci antifascisti di Spagna che parteciperanno, sotto diverse bandiere e formazioni, alla lotta contro il nazifascismo, percentuale non trascurabile (25%) su un totale di 200.000 ex-miliziani ancora abili alle armi. In Francia giornalisti come Léon Daudet, di Action Française, e Henri Béraud, del Gringoire, tenteranno di innescare una campagna xenofoba contro i "rossi spagnoli" asserendo che il pane in Francia doveva andare ai francesi. In tale difficile situazione la Legione costituisce molto spesso non solo una scelta deliberata, ma una via di fuga per i reduci antifascisti. Numerose famiglie di privati e organizzazioni di sinistra e cattoliche, con i loro uomini rappresentativi quali l'arcivescovo di Parigi, il presidente della Croce rossa francese, diversi premi Nobel e scrittori di fama, si prodigheranno tuttavia per prestare aiuto ai reduci.

### Rapporti fra Francia e Spagna
Nella primavera del 1939 a Le Perthus il generale francese Falcade presenta gli onori militari al generale franchista Solchaga, comandante dell'armata di Navarra. I soldati spagnoli contraccambiano il saluto cantando "Cara al sol" e "Per Dio, per la Patria e per il Re", e rispondono non col saluto militare ma con il saluto fascista. Tutto ciò non fa altro che abbattere il morale dei miliziani antifascisti e far crescere i propri rancori nei confronti delle autorità francesi. I miliziani prendono inoltre atto che i treni colmi di armamenti pesanti destinati all'esercito repubblicano prima del termine delle ostilità, sono bloccati nelle stazioni francesi. Tali armi sarebbero state indispensabili per poter continuare la lotta antifascista in Catalogna, ma oramai è troppo tardi, la guerra civile è terminata.

Persone comuni, enti e organizzazioni private tentano comunque di alleviare le pene del durissimo esilio. Le istituzioni pubbliche preposte allo scopo latitano, condizionate dalla destra reazionaria francese, che intende respingere oltre confine i "rossi di Spagna". All'epoca, con una guerra mondiale alle porte e le relative carenze per il popolo, si corre il rischio che venga scatenata una campagna xenofoba come sempre accade in simili frangenti. Secondo molti cittadini e politici antiprogressisti la Francia non deve diventare l'"immondezzaio del mondo". Tali tattiche, che cercano di innescare paure e ansie nei cittadini, risulteranno molto spesso efficaci. Édouard Daladier, al potere da circa un anno, non dà affidamento ai miliziani. Ambigua era infatti stata la sua presa di posizione alla Conferenza di Monaco, che aveva portato Winston Churchill a dichiarare
D'altro canto anche Léon Blum, al potere fino all'aprile del 1938, si era distinto per la sua politica della non ingerenza durante la rivolta contro la repubblica spagnola. Dal governo Daladier vengono emesse ordinanze che limitano l'entrata dei profughi in Francia. Contro tali ordinanze si levano proteste e manifestazioni, non solo dei progressisti ma anche di personalità della cultura e religiose.

### La vita dei rifugiati nei campi di concentramento francesi
L'iter dei soccorsi di stato si mette in moto con estrema lentezza. Si approntano nei campi le prime baracche senza riscaldamento, qualche servizio igienico e la paglia su cui dormire, si prestano le prime cure ai malati, mentre le donne e i bambini sono spostati in campi speciali (campos civiles). Vengono allestite le strutture per l'autosostentamento dei campi profughi, sia sotto il profilo logistico che sotto quello del vettovagliamento. Viene formata, con queste mansioni, l'unità base della "compagnia", con 120-150 effettivi e otto compagnie costituiranno un ilôt; ogni compagnia è comandata da un ufficiale responsabile. Va detto che anche in tempi attuali e con volontà di accoglimento migliore di quella dimostrata all'epoca dalle autorità francesi, un esodo di portata biblica come quello della Retirada sarebbe stato comunque difficilmente gestibile.
Vengono aperti uffici postali per costituire possibili collegamenti fra gli internati e la madrepatria. Molti dei rifugiati in grado di lavorare sono reclutati dai contadini locali, col sistema del caporalato e delle ispezioni fisiche per la scelta dei più robusti. Molti dei rifugiati accettano di buon grado tale metodo, mediante il quale possono guadagnare qualche soldo, anche se tale manovalanza è addetta ai lavori più pesanti e rischiosi.
Le comunità costituite all'interno dei campi di concentramento, per i rifugiati rimasti (quelli ritornati in Spagna a causa dei precedenti diktat dello stato francese saranno in buona parte massacrati dai franchisti), tentano di assumere un aspetto di normalità dando persino nomi ai viottoli dei campi di concentramento, elevandoli al livello di "strade". I nomi ricordano la madrepatria e/o i compagni caduti o battaglie. La "normalità" viene imitata a tal punto che si ha notizia de "la casa de la Sevillana", con cinque prostitute, fuggite con i miliziani antifascisti, che riprendono il loro vecchio mestiere.
Il vitto comincia a migliorare, grazie anche ai soldi raccolti dalle organizzazioni amiche e ai lavori eseguiti dai reduci antifascisti all'esterno dei campi come manovalanza di basso rango e con la vendita di manufatti artigianali, assai apprezzati dai francesi. Nei campi vengono installati altoparlanti che forniscono notizie dalla Spagna e da altri paesi. Con il passare dei mesi il periodo peggiore dell'isolamento dei reduci viene lasciato alle spalle. Solo coloro ancora considerati come gli "irriducibili rossi", sono soggetti a una sorveglianza e a controlli fastidiosi e restano rinchiusi, quasi fossero dei prigionieri, in campi particolari come quello di Le Vernet.
Ciò che contribuisce a spezzare in modo determinante l'isolamento è la presenza di insegnanti e intellettuali francesi che si recano nei campi a insegnare la propria lingua ai profughi, in virtù di una circolare ministeriale che permette tale opera di volontariato, ovvero la cosiddetta università della sabbia. Oltre all'insegnamento vero e proprio, i reduci sono confortati dalle opere di solidarietà e, assai spesso, dalla comunanza di ideologia antifascista. Anche organizzazioni cristiane, conosciute per le proprie regole integerrime, come i quaccheri, si adoperano molto per fornire materiale didattico, facendo pressioni sui responsabili dei campi affinché vengano allestite aule e biblioteche. Altre organizzazioni umanitarie partecipano a questa gara di solidarietà, soprattutto quelle che sono legate in vario modo alle ideologie politico-sociali dei rifugiati.
Vengono stampati e divulgati bollettini mensili che pubblicizzano le attività culturali e artistiche dei reduci nelle zone dei campi di appartenenza e si organizzano mostre di pittura, e altre manifestazioni di vario tipo, anche sportive, cui partecipano, come acquirenti, molti francesi residenti nelle località limitrofe. La destra reazionaria e borghese è indignata e si attiva al grido de "Il pane di Francia per i lavoratori francesi!", in difesa degli artisti nazionali, in quanto gli spagnoli, forse anche a causa della solidarietà che suscitano per i tristi eventi vissuti, ottengono spesso dei lusinghieri successi di vendite.
All'interno dei campi le divergenze politiche fra le diverse fazioni di rifugiati, passato il momento di indispensabile e spontanea solidarietà antifascista, riemergono. Vi sono discussioni all'interno degli ilôt, in quanto gli stessi compiti organizzativi che regolano la vita nel campo relativi alla distribuzione di viveri e medicinali e della stessa posta e dei giornali, possono far sorgere veri o presunti sospetti di favoritismo. Non tutti gli appartenenti alla frangia comunista filomoscovita riescono a fuggire in URSS; nel campo di Le Vernet, ad esempio, sono presenti anche italiani di osservanza filomoscovita. Si arriva quindi, in casi eccezionali, anche a scontri con pietre e bastoni e i "facinorosi" vengono internati nel forte di Collioure, carcere considerato al tempo di massima sicurezza.
All'interno dei campi di concentramento circolano due fogli: uno comunista e l'altro anarchico, la "Voz de los Españoles" e il "Buletín de los antifascistas descontentos de los campos internacionales" che hanno ripreso le due "parole" d'ordine contrapposte in uso durante la guerra di Spagna: per i comunisti "vincere la guerra per fare la rivoluzione", per gli anarchici "fare la rivoluzione per vincere la guerra". Aggiungiamo che esistono anche contrapposizioni all'interno della frangia anarchica stessa, fra i negatori tout court di ogni forma di stato e quelli che hanno accettato di collaborare con lo stato repubblicano dando sostegno, anche elettoralmente, al Fronte Popolare. Le tragiche lotte fratricide fra anarchici poumisti e comunisti "di sinistra" da una parte, contrapposti al filone filo-staliniano dall'altra, tornano a farsi sentire. Facendo un paragone con gli anarchici italiani, anche se non presenti nella guerra di Spagna, le due posizioni all'interno della frangia anarchica ricordano vagamente quella intransigente di Armando Borghi e quella più elastica nel confronto delle alleanze contro i fascisti guidata da Carlo Tresca.

### I campi di massima sicurezza
Appena entrati in Francia, i reduci antifascisti ritenuti più impegnati, sia dal punto di vista politico sia come capacità militare, sono separati dagli altri e assoggettati a una serie di misure detentive più restrittive. Gli anarchici (tra i quali c'era anche Arthur Koestler) sono mandati a Le Vernet, dove era stato rimesso in funzione un campo di concentramento già utilizzato nella prima guerra mondiale; i militari delle Brigate Internazionali a Gurs; donne e comunisti a Rieucros. In seguito tali differenziazioni non saranno più messe in atto, e i cosiddetti les hommes d'action dangereux si ritroveranno assieme negli stessi campi.
Il caso degli italiani di Le Vernet è significativo: sono presenti contemporaneamente anarchici, comunisti filomoscoviti e comunisti non allineati a Mosca. Fra essi vi furono Leo Valiani, Giuliano Pajetta (fratello di Gian Carlo Pajetta e cugino di Pietro Pajetta), Mario Montagnana (fratello di Rita Montagnana Togliatti), Luigi Longo, Mimmo Gessi, Angelo Bonfiglioli (che poi parteciperà alla Resistenza nella Brigata Partigiana Stella Rossa al comando di Lupo), Angelo Rossi, Siro Rosi,
Francesco Leone,
Giulio Contin,
Francesco Fausto Nitti,
Angelo Grassi,
Renato Castagnoli,
José Gomez (in realtà il biellese Giovanni Barberis), Francesco Prevosto.
Chi, all'interno dei campi, partecipa a rivolte o risse con i sorveglianti, viene inviato al castello medievale dei Templari, a Collioure. La sorte peggiore tocca a quelli che sono spediti nei campi dell'Africa del Nord. Per questi campi l'invio è dovuto a due motivi: prima di tutto, visto il gran numero di miliziani antifascisti già rifugiatisi in Francia, vi saranno inviati i rifugiati arrivati per ultimi; in seguito, col governo di Pétain, collaborazionista dei nazifascisti, vi verranno instradati gli elementi più facinorosi e ribelli. Fra questi campi è particolarmente noto quello di Dijelfa, per la ferrea disciplina e il tipo di punizioni inflitte ai detenuti.

### Si avvicina il secondo conflitto mondiale: l'utilizzo e l'emigrazione dei reduci antifascisti
Le notizie che arrivano dalla Spagna, e che rendono noti i massacri commessi dai franchisti ai danni dei reduci rientrati in Spagna, convincono l'enorme numero di profughi rimasto ancora in Francia a desistere dal rientro nella madrepatria. La situazione politica internazionale si complica sempre di più, per cui le autorità francesi comprendono che è ben difficile spingere nuovamente i reduci antifascisti rimasti verso i confini della Spagna, se non a prezzo di scontri e di perdita di credibilità, per cui si tentano altre soluzioni: il lavoro sottopagato in lavori di pubblica utilità, che toglierebbe argomenti a chi grida il pane va ai francesi; l'arruolamento nella Legione straniera, che, vista la guerra imminente, fornirebbe alla Legione militari già rotti al combattimento reale e desiderosi di proseguire la lotta contro i nazifascisti (come avverrà coi reggimenti spagnoli della Legione, dotati di struttura militare interna semi-autonoma anche se agli ordini del comando generale, che avranno il modo di dimostrare il loro valore).
Altra prospettiva è dovuta ai contatti con stati del Centro e del Sud America, che sembrano disponibili a ricevere un alto numero di profughi spagnoli. Il periodo ormai è quello che va dall'occupazione della Cecoslovacchia, in netto disprezzo del patto di Monaco al successivo Patto d'acciaio tra Hitler e Mussolini, che rivendica Nizza, la Corsica, la Savoia, e i territori del Nordafrica sotto dominio francese. In caso di conflitto e quindi di mobilitazione di giovani e di uomini validi, gli internati rappresentano una riserva di manodopera ben ricattabile e utilizzabile in un'economia forzata di guerra, e nel caso che fra i reduci antifascisti vi siano dei militari con alto livello di specializzazione in campo tecnico, questi possono essere ben utilizzati nell'industria bellica; un caso pratico è l'utilizzo per la fortificazione chiamata poi linea Maginot.
I reduci spagnoli antifascisti sono stati tutti identificati o all'ingresso o durante la loro permanenza nei campi di concentramento, per cui lo stato francese ha tutto ciò che gli serve per il loro utilizzo in modo ottimale: vengono quindi costituite le Compagnies des travailleurs étrangers (CTE), ognuna composta di 205 uomini. In totale vengono utilizzati per il lavoro oltre 50 000 uomini, facilmente ricattabili e quindi disponibili anche per i lavori più duri. Alla linea Maginot ne viene mandato un grosso numero per ultimare i lavori, mentre i più pericolosi vengono avviati a lavori in montagna e in posti isolati in modo che sia più facile e meno visibile l'azione di repressione a un'eventuale rivolta. La disciplina di tipo militare duro e la pesantezza dei lavori portano in effetti a diverse rivolte, che hanno il risultato di indurre i responsabili dei lavori a un trattamento più umano verso i lavoratori.
Molto più fortunati sono quelli, numericamente meno rappresentativi, che erano stati inseriti in piccole industrie e manifatture. Queste, visto il basso costo di lavoro, hanno interesse a trattenere presso di sé i reduci, che godono quindi di un trattamento assai migliore dei loro compagni impiegati nelle grosse opere di difesa e fortificazione e negli altri impiego in posti impervi e isolati. Quelli che comunque hanno il trattamento migliore sono coloro che vengono inseriti nel settore militare, equiparati ai soldati francesi con un soldo di 5 franchi al giorno e il diritto di asilo; per questi ultimi e per tutti quelli che riescono a guadagnare quanto basta per una misera sopravvivenza, viene permesso e/o imposto il ricongiungimento coi familiari, che dovranno mantenere con la loro paga, con conseguente risparmio per l'erario francese che già deve prepararsi allo scontro bellico, che sarà fallimentare per l'esercito francese data anche la inutilità, dimostrata dall'agile attacco tedesco, della linea Maginot, pur costata tanto lavoro anche da parte dei reduci antifascisti spagnoli.
I campi vengono in massima parte smantellati; rimangono quelli per gli inabili al lavoro, quelli per i fuoriusciti antifascisti catturati in Francia dopo il Patto Molotov-Ribbentrop e quelli per i reduci ritenuti troppo ribelli per il lavoro forzoso.
Vengono poi strutturate organizzazioni specifiche per l'emigrazione dei profughi antifascisti in Sudamerica, come il SERE (Servicio de emigracion de los republicanos españoles) e la JARE (Junta de auxilio a los republicanos españoles). Il sistema dimostra di funzionare, ma resta il problema che le due organizzazioni umanitarie sono fra loro in contrasto sia per motivi politici che di tipo di sovvenzionatori. Il SERE, che favorisce i comunisti e i sostenitori di Negrín, viene praticamente soppresso dopo il Patto Molotov-Ribbentrop, che creò in Francia la psicosi della quinta colonna, e all'inizio del 1940 deve cessare l'attività. La JARE riesce a mandare avanti la sua opera fino al 1942 quando le autorità di occupazione tedesca ne chiudono l'attività.
Comunque circa 50 000 rifugiati riescono a raggiungere la salvezza in America Latina e la maggioranza di questi si stabilisce in Messico; fra questi ci sono Rafael Alberti, Max Aub e Pablo Casals, che con altri intellettuali e uomini di scienza contribuiscono non poco all'avanzamento culturale dei paesi ospitanti. In tale situazione si producono libri e fogli che ricordano i fatti della guerra civile spagnola, con l'intento, in gran parte riuscito, di introdurli clandestinamente nella madrepatria come contributo di opposizione alla riscrittura del periodo messa in opera dal regime fascista. I seguaci di José Antonio Primo de Rivera accusano ancora oggi i franchisti di essersi impossessati della tradizione riverista, distorcendone il contenuto economico-politico, e di aver utilizzato il termine Falange spagnola che era scaturito da loro.

## Inizio della seconda guerra mondiale e la caduta della Francia
Alla dichiarazione di guerra vengono subito formati i "Battaillons de Marche", con ferma obbligatoria per il solo conflitto in atto invece dei tipici 5 anni di ferma per i legionari. Tali battaglioni, che contano circa diecimila combattenti, vengono aggregati alla Legione straniera. Il campo di raccolta e addestramento è situato a Les Barcares. I primi reggimenti sono così composti: il 21º da combattenti di diverse nazionalità, il 22º a maggioranza reduci antifascisti spagnoli, il 23º solo da reduci antifascisti spagnoli. Nel Nordafrica vengono costituiti in modo analogo altri raggruppamenti; fra questi l'11º e il 12º si unirono per l'addestramento a quelli dislocati in Francia.
I primi interventi bellici di tali formazioni, inquadrate nella 13º Demi-brigade de la légion étrangère, avvengono già prima della capitolazione della Francia; in particolare essi si distinguono nella presa dello strategico centro siderurgico di Narvik, Norvegia. Narvik viene poi isolata dall'attacco tedesco e i difensori di Narvik si devono aprire coraggiosamente la strada per i porti per ritornare in madrepatria quando la situazione bellica della Francia inizia a diventare precaria. Nelle operazioni di presa di Narvik e di riapertura dei porti per l'imbarco, la Legione nel complesso perde circa 140 uomini, con un centinaio di feriti su un corpo di spedizione di 2150, dimostrando una grande abilità bellica per le perdite relativamente scarse subite in un simile frangente. Coloro che ritornano col corpo di spedizione da Narvik subirono, a causa della disfatta francese, la stessa sorte di quelli che erano al lavoro nelle CTE. I tedeschi trattano in modo diverso gli spagnoli catturati: i militari vengono avviati nei campi di prigionia, mentre i militarizzati, non essendo riconosciuto loro lo status di prigioniero di guerra, vengono trattati esattamente come i prigionieri politici e spediti ai campi di sterminio.
Nel campo di Mauthausen, nell'arco del conflitto ne vengono internati 12 000, di cui solo il 15% torna vivo. Lo stesso ministro degli esteri spagnolo Ramon Serrano Suñer, cognato di Franco, si adopera per questo tramite i canali diplomatici, per saldare il più possibile i conti con chi era riuscito a sfuggire ai massacri perpetrati dai franchisti dopo la loro vittoria.
In Francia, il governo collaborazionista dei nazifascisti di Vichy, completamente subordinato agli ordini tedeschi, forma con i reduci antifascisti ancora rimasti i Groupements des travailleurs étrangers (GTE), che vengono inviati al lavoro forzato per gli occupanti tedeschi, soprattutto per la costruzione del vallo atlantico. Prima che le partenze siano vietate, ancora un certo numero di reduci antifascisti spagnoli riesce a imbarcarsi per l'America del Sud e raggiungere la salvezza.
Per quanto riguarda gli "hommes dangereux" a Le Vernet d'Ariège, alcuni riescono a fuggire; gli altri, nello specifico degli italiani, vengono consegnati alle autorità fasciste che li inviano a Ventotene, da dove saranno liberati dopo l'8 settembre 1943. Molti di essi, appena liberati, parteciperanno e diverranno capi della Resistenza Italiana, vedi ad esempio Luigi Longo e Umberto Marzocchi.
Molti miliziani antifascisti spagnoli saranno pure inviati al lavoro forzato in Germania. I capi dei reduci antifascisti spagnoli di maggior caratura o con maggiori relazioni a livello internazionale vengono consegnati da Pétain e dai suoi alleati germanici a Franco: fra questi figurano Luis Company, Julian Zugazagoita, già ministro dell'interno del governo repubblicano spagnolo, Juan Peirò, già ministro dell'Industria, Cipriano Rivas Cheriff, già console spagnolo a Genova e cognato di Manuel Azaña, che sarà l'uinico di questi non fucilato e se la "caverà" con 30 anni di carcere.
Incomincia a nascere la Resistenza Francese, a cui partecipano in maniera rilevante anche i reduci antifascisti spagnoli sfuggiti alle retate o scappati dai campi di prigionia. Lo smistamento di coloro che vengono catturati dai germanici o dai poliziotti collaborazionisti francesi grosso modo è così organizzato: quelli che si oppongono al lavoro forzato vanno immediatamente a Mauthausen; per quelli catturati fra le file della Resistenza, gli uomini a Buchenwald, le donne a Ravensbrück.
Vengono internati nei campi di concentramento e sterminio circa 15 000 spagnoli, donne comprese. Tale situazione, oltre che l'odio verso i nazifascisti, spinge sempre più i reduci spagnoli che in qualche maniera sfuggono alla cattura a "darsi alla macchia", contribuendo in maniera determinante allo sviluppo dei "maquis", in cui convergono i comunisti francesi, che dopo il 1941 con l'attacco tedesco all'URSS hanno rotto il loro stato di confusa neutralità.

### Arruolamento in diverse formazioni militari dei reduci antifascisti spagnoli
De Gaulle organizzò le Forces françaises libres,FFL, formazioni militari strutturate in secondo tempo, con l'ordine di combattere assieme alleati angloamericani. In queste formazione entrarono 150 reduci di Narvik della 13ª Dble oltre che circa 700 soldati della Legione, altri 150 circa preferirono i servizi ausiliari dell'esercito britannico, altri 150 rientrarono in Marocco.
L'arruolamento dei rifugiati spagnoli nelle Forces françaises libres (Ffl), create da De Gaulle per combattere a fianco degli alleati, avvenne in tempi successivi.
La 13ª Dble tentò la presa di Dakar, nel 1940, ma fu fermata dai collaborazionisti di Vichy, partecipò alla conquista dell'Eritrea all'inizio del 1941, dove dimostrò il suo valore alla presa di Massaua e procedette all'occupazione dei protettorati francese in Libano e Siria incorporandosi i soldati ivi dislocati. La 13ª Dble viene messa al comando della prima Brigade française libre, agli ordini del generale Koenig, partecipa a diverse battaglie in Libia e nel lasso di tempo che va dal 27 maggio all'11 giugno 1942 bloccò a Bir Hakeim le divisioni corazzate tedesche che tentavano di accerchiare le forze franco-inglesi, queste ebbero il tempo di organizzare una ordinata ritirata su posizioni più difendibili e la 13ª Dble spezzò essa stessa l'accerchiamento a suo svantaggio raggiungendo le nuove posizioni delle forze alleate, ma patì un rilevante numero di perdite cioè circa 1200 uomini, in seguito la 13ª Dble fa da battistrada alle truppe che poi sferreranno l'offensiva che porterà gli uomini di Montogomery da [El Alamein] a Tobruk, questo nel periodo che va dal settembre 1942 al maggio del 1943. Una volta che le forze francesi hanno riconquistato l'Africa del Nord vi è ancora una riorganizzazione per rendere più efficiente la mobilitazione della Brigade française libre ovverosia se ne strutturano due, la 1ª Brigade française libre sempre agli ordini di Koenig con aggregata la 13ª Dble e la 2ª Divisione blindata al comando di gel generale Leclerc. In buona sostanza le Forces françaises libres, FFL incorporarono parti della Legione straniera, soldati di stanza in Marocco, ex internati di campi sia fuggitivi che liberati e persino disertori del Tercio ovvero la Legione Straniera Spagnola che tanto peso aveva avuto per far vincere Franco nella guerra di Spagna. La situazione fu che i reduci antifascisti spagnoli si trovarono a combattere fianco a fianco con gli ex nemici contro i nazifascisti. Per quanto riguarda la 1ª Division française libre combatté anche in Italia arrivando fino a Radicofani, indi liberò la Corsica, agosto 1944, passò in Provenza strappando ai nazisti Lione, Digione, Colmar e Strasburgo, ripassò in Italia per stabilirsi di stanza nei dintorni di Cuneo. In Provenza con le truppe Marocchine, fra i goumiers era aggregato come ufficiale il futuro presidente dell'Algeria Ben Bella.
La 2ª Divisione blindata, sempre facente parte della FFT aveva in organico 350 reduci antifascisti spagnoli che combattevano nel 3º battaglione motorizzato del Ciad, La 2ª Divisione blindata partecipò allo sbarco in Normandia e alla liberazione delle città di Le Mans, Alençon, Argentan. All'inizio della insurrezione contro i nazifascisti di Parigi Leclerc spedì a far da apripista la 9ª compagnia a maggioranza spagnoli fra gli effettivi. I primi carri che entrarono nella piazza dell'Hotel de Ville portano nomi significativi e che ben fan comprendere lo stato di cose:, Guadalajara, Teruel, Ebro, Madrid, il primo ad attraversare la piazza è stato il Guadalajara: furono gli stessi carri che sfilarono sotto l'Arco di Trionfo nella parata per la vittoria. Subito dopo la Liberazione di Parigi a 2ª Divisione blindata della FFT, irrobustita da altri contingenti, si diresse a Nord prendendo Augusta, Monaco e spingendosi poi fino a Berchtesgaden.

### Arruolamento con inglesi, statunitensi, sovietici
La maggioranza dei reduci antifascisti spagnoli combatté nella seconda guerra mondiale sotto la bandiera francese, ma alcuni di loro compiono scelte diverse. Innanzitutto vi sono i reduci di Narvik, che non volevano essere agli ordini di De Gaulle per varie ragioni: una di esse è il cattivo trattamento che avevano avuto i reduci nel loro esodo in Francia; inoltre molti consideravano la Francia non scevra da responsabilità nella sconfitta degli antifascisti, avendo visto i treni carichi delle armi pesanti di cui abbisognavano ai repubblicani bloccati nelle stazioni francesi; un terzo argomento era la politica di non intervento nella guerra di Spagna tenuta dalla Francia (ma fu questo un atteggiamento comune a tutte le potenze occidentali).
Oltre ai legionari reduci dalla Norvegia, parte della 185º "Compagnie des travailleurs ètrangers" da Dunkerque era riuscita a passare in Inghilterra. Queste formazioni sono quindi accorpate all'esercito britannico nei "Number One Spanish Company" del "Pioneer Corp", e utilizzate per lavori di retrovie, costruzione di fortificazioni, strade, ecc. Non sono però impiegate in combattimento, poiché i regolamenti dell'esercito inglese proibiscono l'utilizzo di stranieri. Diverse centinaia di reduci antifascisti spagnoli prestano servizio anche nella marina britannica mercantile. Altri gruppi di questo genere sono formati dagli inglesi in Africa: alla fine del conflitto è concessa loro la cittadinanza inglese e sono quindi liberi di raggiungere le loro famiglie in Africa e Francia. Gruppi di reduci antifascisti spagnoli sono catturati in Libia e portati nel campo di Laterina; dopo l'8 settembre del 1943 alcuni rimangono nel campo, sperando una rapida liberazione da parte degli alleati, ma vengono invece prelevati dai nazifascisti e mandati in Germania, come prigionieri di guerra. Quelli che erano fuggiti invece si uniscono alle bande partigiane di Arezzo e del monte Amiata. Vi fu anche chi riuscì a raggiungere le linee alleate.
Quelli che per motivi politici già si trovavano e/o erano riusciti a raggiungere l'URSS, in linea di massima comunisti di osservanza moscovita (fra loro anche Ruben Ruiz Ibarruri, figlio di Dolores Ibárruri, che morì durante la difesa di Stalingrado, riconosciuto quale Eroe dell'Unione Sovietica), si arruolano nell'Armata Rossa e alcuni dei sopravvissuti arrivano anche alla presa di Berlino.
Le stime attuali forniscono in buona sostanza queste cifre: cinquantamila reduci antifascisti spagnoli, il 25 per cento degli combattenti espatriati in Francia nel 1939, parteciparono nei modi qui descritti alla seconda guerra mondiale; circa 6.000 caddero combattendo con i francesi; mille caddero inquadrati nell'esercito inglese; circa 600 morirono nelle file della Resistenza Francese; il numero maggiore di morti si ebbe però nei campi di sterminio germanici (all'incirca 10.000, ovvero su 50.000 reduci antifascisti spagnoli che parteciparono alla seconda guerra mondiale ne caddero più di 17.000; la stima è per difetto, vista la difficoltà di reperire notizie sicure su gruppi sparsi).

### I reduci antifascisti spagnoli nella Resistenza Francese

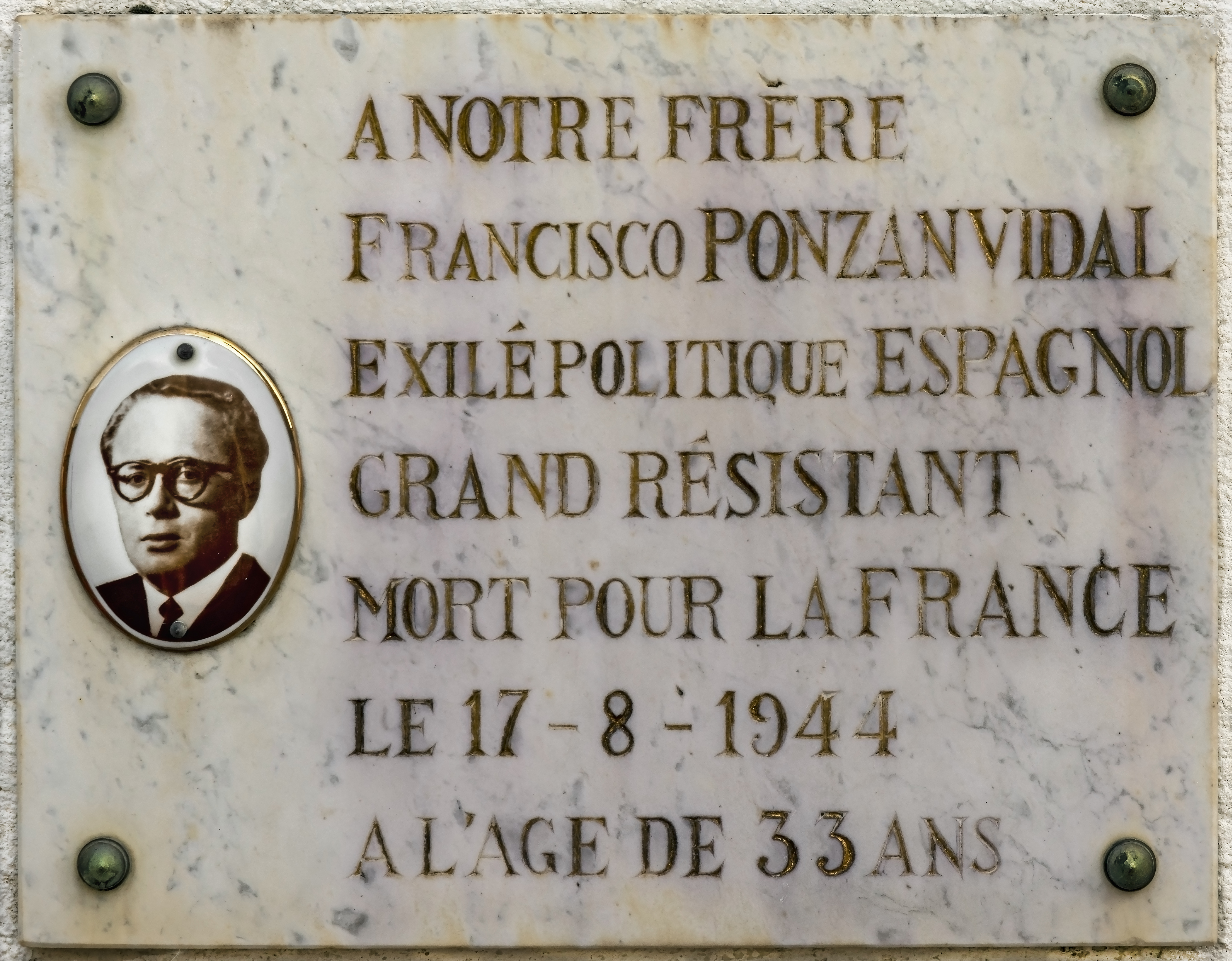

Nella vicenda dei reduci antifascisti spagnoli, e non solo per loro, ritorna ancora il campo di detenzione per "homme dangeraux" di Vernet d'Ariège, infatti sono gli spagnoli fuggiti da quest'ultimo campo che formano la spina dorsale delle brigate partigiane del sud francese, prima la 3ª brigata "Guerrilleros Españoles", che supportata da nuovi innesti di combattenti e allargato il raggio di azione diventa il XV corpo "Guerrilleros Españoles". Le diverse brigate sono posizionate, la 1ª e la 3ª nell'Ariège, la 2ª nell'Alta Garonna, la 4ª nel Tarn e Garonna, la 9ª negli Hautes-Pyrénées, la 35ª nel Gers, i vari raggruppamenti e brigate si riorganizzano nel prosieguo della lotta partigiana centralizzando i comandi e rafforzandosi nel 1944.
Fra le loro azioni militari si ricordano: organizzazione e accompagnamento per la fuga in Spagna via Pirenei di soldati alleati catturati e poi fuggiti e di ebrei, la rivolta del carcere di Eysses a Villeneuve-sur-Lot, la battaglia di La Madeleine, per l'efficienza operativa in combattimento si ricorda i "Francs tireurs partisans", Main d'oeuvre immigrée, con a capo Missak Manouchian. Le formazioni "passeurs d'homme" partigiane sono in contatti con una fitta rete di organizzatori e informatori locali nonché con i servizi segreti alleati che favorivano con informazioni e pure con soldi per corrompere le guardie di frontiera, sempre più disponibili più proseguiva il conflitto, e tramite un livello di alta organizzazione possono far espatriare sia i prigionieri fuggiti sia gli ebrei sia circa 700 aviatori, "merce umana" di valore strategico durante la guerra. Il comandante della rete più vasta ed efficiente è l'anarchico Francisco Ponzán Vidal che aveva precedenti "professionali" quale dirigente nell'Ufficio informazioni dell'esercito repubblicano con esperienze di azione dietro le linee franchiste. Alla sua rete si ascrive per l'appunto l'espatrio di circa 700 aviatori oltre che di 1550 fra prigionieri ed ebrei.
Francisco Ponzan Vidal preso dai poliziotti francesi collaborazionisti scontò otto mesi di carcere e appena uscito dalla galera nel 1944 fu consegnato agli aguzzini della Gestapo e durante la ritirata tedesca fu trucidato con altri detenuti a Buzet-sur-Tarn.
La brigata di Missak Manouchian, lui era comunista, aveva dato prova di grande efficienza militare nella lotta contro gli occupanti spingendosi ai dintorni di Parigi con attentati, attacchi repentini e deragliamenti di treni; i collaborazionisti francesi e tedeschi decisero di metterli fuori gioco con impegno di gran forza militare. Fra il novembre del 1943 e il gennaio 1944 furono presi più di cento combattenti della Brigata. Per i capi, considerati in numero di 23, fu istituito un processo ad hoc per dare un esempio all'opinione pubblica, mentre gli altri furono trucidati rapidamente senza giudizio alcuno. Tutti e 23 condannati a morte, 22 vennero fucilati a Mont-Valerian e Olga Bancic, nome di battaglia "Pierrette", unica donna del gruppo dei comandanti fu decapitata a Stoccarda. Il poeta Louis Aragon ricorda i caduti partigiani stranieri nella poesia intitolata Affiche rouge dal colore del manifesto che aveva fato stampare e affiggere il governo collaborazionista di Vichy per propagandare il processo ai partigiani.
Vi è una rivolta nella Maison centrale de force di Eysses a Villeneuve-sur-Lot iniziata proprio su ispirazione dei "maquis" con lo scopo, oltre quello ovvio di cercar di liberare detenuti politici, ma mirata soprattutto a tentar di impedire le suddette fucilazioni, ma a causa di un allarme provocato da un detenuto comune la rivolta viene rapidamente repressa con la fucilazione immediata di 12 detenuti considerati i capi della rivolta e dell'invio di una quarantina di altri rivoltosi a Dachau. Altresì ben conosciuta era la Brigata di maquis di Rochechouart, a composizione quasi completamente anarchica, comandata da Ramon Vila Capdevila, nome di battaglia "Raymond". Addestrata per l'assalto ai treni, è di importanza l'azione del giugno 1944 con la quale distrussero un treno blindato della divisione Ss "Das Reich" vicino a Saint-Junien.ciò determinò la rappresaglia ai danni della cittadina di Oradour-sur-Glane con oltre 600 vittime civili e la totale distruzione del paese. Un altro combattimento ben conosciuto fra partigiani spagnoli al comando di Cristino Garcia, della terza Brigata spagnola, e tedeschi supportati dai collaborazionisti fu la battaglia di La Madeleine il 23 agosto del 1944, fu imbottigliata una colonna tedesca di 1500 uomini e dopo averne perso oltre cento nello scontro durato 3 ore il comandante tedesco preferì il suicidio alla resa, che comunque ci fu, morirono 34 maquis spagnoli, inumati nel cimitero di Albi. Sulla lapide a ricordo dell'avvenimento è stato inciso "Enfants morts pour la France" e fra i nomi vi sono Augustin Garcia, José Férnandez, Francisco Perera e Ramon Porta: per nulla trascurabile fu l'apporto delle donne spagnole alla Resistenza Francese in qualità di staffette, corrieri per documenti e armi, appoggio per la logistica, molte furono catturate e trucidate molte altre caddero in combattimento, altre ancora furono deportate nei campi di concentramento e sterminio.

## La guerriglia in Spagna durante e dopo la seconda guerra mondiale
(Nestor Makhno, 29 aprile 1931)

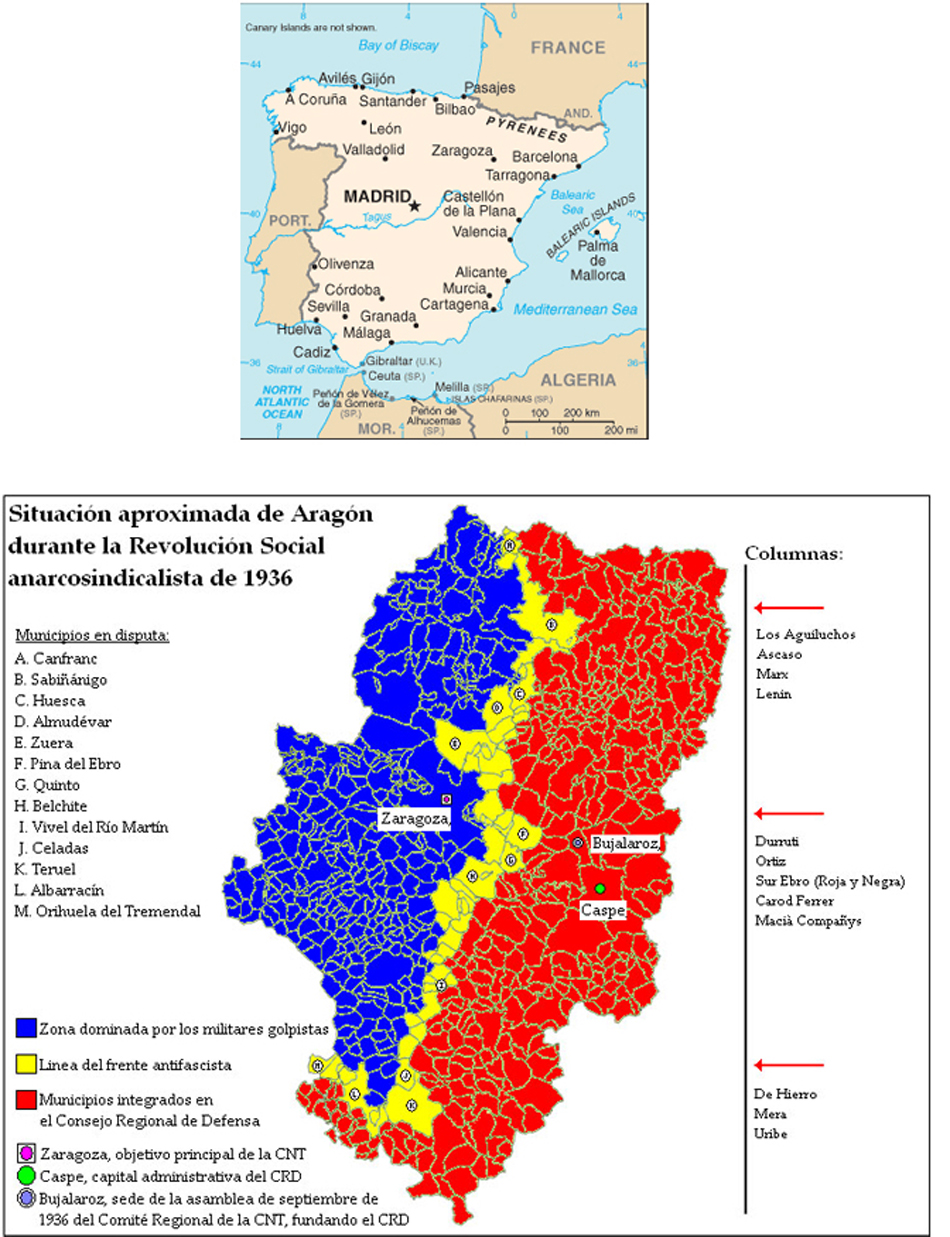
Posizione delle formazioni anarchiche sul fronte aragonese

Già nel 1931 Nestor Makhno invia una lettera di invito alla lotta agli anarchici spagnoli. Ciò è indicativo della parte focale che avranno gli anarchici nella guerra di Spagna e, dopo la vittoria dei franchisti, nella guerriglia.
Un aneddoto della situazione di guerriglia è riportato nel libro di Pino Cacucci I Ribelli;la frase seguente è estratta, anche se in modo non letterale per brevità dal libro succitato,
("Quico"al tassista) Le ho detto di non preoccuparsi e alza il "mortaio" verso il cielo....."Quico" in realtà si chiamava Francesc Sabaté Llopart, detto "Quico", era nato a Barcellona il 30 marzo 1914, da giovanissimo aveva aderito alla CNT... era l'anarchico più ricercato in Spagna
E infatti il "mortaio" puntato verso l'alto che preoccupava il tassista, al quale "Quico", Sabaté, aveva chiesto di essere accompagnato per raggiungere una postazione consona al suo intento, altro non era che un ingegnoso cannoncino lancia-manifestini ideato e costruito dall'anarchico stesso che richiedeva l'utilizzo di una macchina dal tettuccio apribile per "sparare" e dileguarsi rapidamente.
Questo passo tratto dal libro di Pino Cacucci ci sta portando al momento in cui, dopo la vittoria franchista e per circa 20 anni del dopoguerra, i reduci antifascisti spagnoli continuarono con la guerriglia spesso attraversando i Pirenei in un senso e nell'altro per attaccare poi trovare rifugio e salvezza.
Occorre tener conto che vi furono 190.000 spagnoli giustiziati o morti in carcere nel lasso di tempo fra il 1939 e il 1945, periodo né di guerra civile né di guerra per la Spagna, alcuni storici ipotizzano circa 500.000 esecuzioni tenuto conto di quelle avvenute in modo sommario.
Ancora nel 1963 due oppositori antifranchisti, Joaquin Delgado Martinez e Francisco Granatos Gata, vengono giustiziati con la garrota, metodo molto spesso usato per l'esecuzione degli oppositori al regime, e non furono gli ultimi, l'ultimo sarà Salvador Puig Antich, militante anarchico del MIL (Movimento Iberico di Liberazione) nel 1974 e riconosciuto non colpevole nel 1979.
Per quanto riguarda l'andamento militare della guerriglia un fatto storico importante fu un attacco portato in forze nella valle d'Aran e in altre zone dei Pirenei respinto dai franchisti, l'incursione avvenne nell'ottobre 1944 e i capi erano in gran parte comunisti..
Lo sviluppo della guerriglia si può distinguere molto approssimativamente in diverse fasi:
già dal 1945: sorge una resistenza antifranchista che per motivi di capacità militare si sviluppa nelle provincie, dopo il fallimento dell'attacco in forze nella valle d'Aran del '44.
Nel periodo che va dal 1947 al 1952 vi è declino della lotta antifranchista, sia per la repressione durissima subita, sia perché settori della lotta armata abbandonano il campo, fra i quali il Partito Comunista di Spagna (PCE) con tutto il suo peso di relazioni organizzative e internazionali. Dal 1952 al 1963 la lotta antifascista si focalizza specialmente in Catalogna e Aragona, con brigate anarchiche, i cui militanti spesso sono anche militanti della CNT, da cui verranno espulsi.. A questo tipo di guerriglia partecipa anche Abel Paz, espatriato in Francia dopo la presa di Barcellona da parte dei franchisti e internato nei campi francesi torna in Spagna nel 1942 e partecipa alla guerriglia di matrice anarchica, viene arrestato e incarcerato e inizia a scrivere, fra i suoi lavori vi è una delle migliori biografie di Buenaventura Durruti, liberato nel 1952 torna in Francia e dopo la morte di Franco rientra a Barcellona. Nel seguito, quindi, la guerriglia fu condotta soprattutto da anarchici che formarono piccole brigate arroccate sui Pirenei o nella Sierra Nevada, nella Sierra Nevada e nelle Asturie: i dati del ministero spagnolo forniscono questi numeri, per i franchisti caddero 10 ufficiali e 500 soldati fra Guardia civil, carabineros e esercito. Vi furono 8.275 incursioni che costarono ai ribelli 5.548 caduti nonché 634 prigionieri passati in gran parte per le armi in modo sommario. Gli equilibri internazionali portarono a mettere una cappa di silenzio su questi avvenimenti e sulle reiterate persecuzioni ed esecuzioni fatte dal regime franchista anche molti anni dopo la presa di potere. Lentamente Franco iniziò una serie di amnistie per il rientro in Spagna degli antifascisti, molti dei quali però se ne ritornarono da dove erano venuti visto il clima vigente in Spagna. La situazione si normalizzò ulteriormente alla morte di Franco, nel 1975, e successivamente quando fu giustiziato dall'ETA Carrero Blanco,ultimo ostacolo per Juan Carlos per imprimere una svolta democratica alla Spagna. Per un certo periodo lo stesso re di Spagna è stato accusato di connivenze con l'ETA per l'affare Carrero Blanco. Juan Carlos poté prendere quale sovrano la direzione della via da seguire in Spagna verso la democratizzazione del sistema reprimendo con la forza i tentativi di golpe fascisti e franchisti.
Visto l'emigrazione nell'America del Sud anche ivi si cercarono appoggi per la guerriglia sia in soldi sia in armi, se ne ha notizia anche per quanto riguarda la infanzia di Ernesto Che Guevara, la cui famiglia di tradizioni democratiche di sinistra si dava da fare per trovare appoggio agli antifranchisti e anche li ospitava in caso di bisogno.